# Hunszőlő
A hunszőlő a szőlőfélék (Vitaceae) családjába, azon belül a borszőlők (Vitis vinifera) közé tartozik. Fehér és kék gyümölcsű változata egyaránt létezik. Európa-szerte rendkívül elterjedt volt, majd a filoxéravész hatására nagymértékben visszaszorult.

## Eredete
Kárpát-medencei eredetű, a hun és a magyar népesség által kiszelektált és termesztett szőlőfajta.

## Hasonnevei
Hajnos, Zöld Hajnos, Hunnic grapes, Gouais blanc, Absenger, Bauernweinbeer, Bauernweinbeere Weiss, Bauernweintraube, Debela, Drobna, Best's N°4, Blanc De Serres, Boarde, Bogatyur, Bon Blanc, Bordenauer, Borzenauer, Bouillan, Bouillaud, Bouilleaud, Bouillen, Bouillenc, Bourgeois, Bourguignon, Branestraube, Branne, Burgegger Weiss, Burger, Cagnas, Cagnou, Champagner Langstielig, Colle, Coulis, Dickweisser, Dickwiss, Enfarine Blanc, Esslinger, Figuier, Foirard Blanc, Frankenthaler, Gau, Gauche Blanc, Geuche Blanc, Goe, Goet, Gohet, Goi, Goin, Goix, Got, Gouai, Gouais Jaune, Gouais Long, Gouais Rond, Gouas, Gouaulx, Gouay, Gouche, Gouche Blanche, Goue, Gouest, Gouest Sauge, Gouet Blanc, Gouette, Gouge, Gouget Blanc, Gouillaud, Gouis De Mardeuil, Gousse, Grauhuensch, Grobe, Grobes, Grobheunisch, Grobweine, Grobweisse, Gros Blanc, Grünling, Guay Jaune, Gueche Blanc, Guest Salviatum, Gueuche Blanc, Guillan, Guinlan, Guy, Guy Blanc, Gwaess, Harthuensch, Hartuensch, Heinisch, Heinish, Heinsch, Heinschen Weiss, Hennische Weiss, Hensch, Heunisch Blanc, Heunisch Weisser, Heunischtraube, Heunish Weiss, Heunsch, Heunscher, Heunschler, Heunschlir, Hinschen, Hinschene, Hintsch, Huensch, Huenschene, Huentsch, Hunnentraube, Hunsch, Hunschrebe, Huntsch, Hyntsch, Issal, Issol, Kleinbeer, Kleinberger, Laxiertraube, Lombard Blanc, Luxiertraube, Mehlweisse, Mehlweisse Gruen, Mendic, Moreau Blanc, Mouillet, Nargouet, Pendrillart Blanc, Petit Gouge, Pichons, Plant De Sechex, Plant Madame, Plant Seche, President, Regalaboue, Riesling Grob, Rous Hette, Roussaou Blanc, Rudeca Saboule Boey, Sadoule Boey, Sadoulo Bouyer, Seestock Grob, Tejer Szozeloe, Thalburger, Trompe Bouvier, Trompe Valet, Verdet, Verdin Blanc, Vionnier, Weisse Traube, Weisser Heunisch, Weissgrobe, Weissheinsch, Weissstock, Weisstock, Wippacher,